# Саобраћајни факултет Универзитета у Београду
Саобраћајни факултет Универзитета у Београду основан је 1950. године. Основна активност факултета је наставно-научна делатност из свих области саобраћаја и транспорта. Факултет школује следеће профиле стручњака из области саобраћаја и транспорта: 
- дипл. инж. за железнички саобраћај и транспорт
- дипл. инж. за друмски и градски саобраћај
- дипл. инж. за друмски и градски транспорт
- дипл. инж. за безбедност друмског саобраћаја
- дипл. инж. за водни саобраћај и транспорт
- дипл. инж. за ваздушни саобраћај и транспорт
- дипл. инж. за логистику
- дипл. инж. за поштански саобраћај и мреже
- дипл. инж. за телекомуникациони саобраћај и мреже

Данас је Саобраћајни факултет матичан за следеће научне области у саобраћају и транспорту: технологија транспорта, планирање, технолошко пројектовање, организација, експлоатација, безбедност, управљање, одржавање и економика. 
Трајање студија је четири година. Прве две године су заједничке за све профиле. У трећој и четвртој години се слушају предмети који се односе на поједине профиле. У осмом семестру ради се дипломски рад. 
Факултет има 215 запослених. Од тога у настави је ангажовано 73 наставника, 55 асистената и 16 стручних сарадника. 
Факултет је смештен у нову зграду површине 13.800 m², која се налази у улици Војводе Степе, број 305 на Трошарини у београдској општини Вождовац.

## Историја
Влада ФНРЈ је 13. септембра 1950. године, донела уредбу којом је основана Висока саобраћајна школа (ВСШ) као „највиша наставно-васпитна и научна установа за
1. спремање високошколских стручњака за експлоатацију саобраћајних средстава појединих грана саобраћаја,
2. научно-истраживачки рад и учествовање у научном решавању проблема из области саобраћаја”.

Висока саобраћајна школа почела је са радом од јесени 1950. године у својој новој згради на Бановом брду у Београду (садашњи Шумарски факултет), када је извршен упис студената истовремено на прву, другу и трећу годину студија. У другу и трећу годину уписивани су студенти са одслушаном првом, односно другом годином на сродним техничким факултетима (Машинском, Грађевинском, Електротехничком).
Прве школске године уписало се око 140 студената на прву годину студија, а укупно преко 450. Уредбом Владе ФНРЈ је пренета надлежност Савезне управе у погледу Високе саобраћајне школе на НР Србију, а Савет за просвету, науку и културу НР Србије укинуо је већ 5. августа 1952. године Високу саобраћајну школу као самосталну установу и припојио је тадашњој Високој техничкој школи (ВТШ) у Београду под називом „Самостални саобраћајни одсек” (ССО). Том приликом је зграда Високе саобраћајне школе на Бановом брду уступљена Шумарском факултету, а Самостални саобраћаји одсек добио је веома скромне просторије у Великој техничкој школи.
Упис нових студената за школску 1952/53. годину био је привремено обустављен, те се настава на Самосталном саобраћајном одсеку обављала само за студенте који су се 1952. године затекли на ВСШ.
Кроз две године, тачније 28. маја 1954. године, Савет Велике техничке школе закључио је да постоји потреба за образовањем инжењера саобраћаја и да у том смислу треба омогућити даљи рад Самосталном саобраћајном одсеку. Непосредно после овога, Извршно веће НР Србије донело је Уредбу, којом је дозвољен упис нових студената на Самосталном саобраћајном одсеку почев од школске 1954/55. године и то у пети семестар. Самосталност у настави се, дакле, односила само на стручни део студија. Општи припремни део студија (1. и 2. годину) студенти су завршавали на сродним факултетима. Новом реорганизацијом високог школства у Београду године 1954. распуштене су Велика техничка школа и Велика медицинска школа, а факултети који су се налазили у оквиру ових школа ушли су у састав Универзитета у Београду. Уредбом бр. 361 од 28. јула 1954. године Извршног већа НР Србије решено је да Самостални саобраћајни одсек настави свој рад у саставу Машинског факултета.
У току следећих пет година није долазило до битних промена а пријем нових студената на Самосталном саобраћајном одсеку при Машинском факултету је и даље обављан само у пети семестар, то јест само на стручни део студија.
Све веће интересовање привреде за инжењере саобраћаја допринела је да Савет Машинског факултета донесе одлуку 6. априла 1959. године да се Савету Универзитета у Београду предложи оснивање Саобраћајног факултета. Савет Универзитета је на својој седници од 29. јуна 1959. године одлучио да се оснивање Саобраћајног факултета одложи за 1960/61. школску годину, али да се већ школској 1959/60. години обави упис студената у прву годину Самосталног саобраћајног одсека при Машинском факултету. Најзад је Законом о универзитетима, 8. јуна 1960. године, Самостални саобраћајни одсек при Машинском факултету прерастао у Саобраћајни факултет Универзитета у Београду.
Од школске 1960/61. године на Саобраћајном факултету студенти се уписују од прве године студија. Факултет је од тада радио у врло тешким условима у делу зграде Рударског факултета у Таковској улици бр. 34 (неколико учионица и кабинета са просторијама за декана и продекана, финансијско и студентско одељење). У то време Факултет је користио и просторије у малој и тесној згради на Топчидерском венцу бр. 8, где су се, осим учионица и кабинета, налазили библиотека и Лабораторија за графичко умножавање. Са радом и развојем Факултета постојала је потреба за већим наставним и другим радним простором, те су коришћене и изнајмљене просторије на више места у Београду (амфитеатар у Сарајевској улици, учионице Више железничке школе, радничких универзитета „Ђуро Салај”, „Браћа Стаменковић” и „Веселин Маслеша”).
И у таквим тешким условима Саобраћајни факултет је уписивао максимално могући број редовних студената, бринуо о ванредним студентима, није занемарио први степен студија (на друмском, речно-поморском и ваздушном одсеку), а организовао је и последипломске студије. Прва генерација постдипломаца је уписана школске 1970/71. године и до ове године је организована настава за двадесет шест генерација постдипломаца.
Почетком 1978/79. школске године Саобраћајни факултет се уселио у своју нову зграду у улици Војводе Степе 305, изграђену по пројекту архитекте Дејана Настића. Она располаже са око 13.800 квадратних метара корисне површине (32 учионице, 5 амфитеатара, 7 лабораторијских просторија, библиотека, 86 кабинета, 18 канцеларија, сала за седнице и др.). 
Данас Саобраћајни факултет располаже са савременом библиотеком, рачунарским центром, Институтом, лабораторијама, издавачком делатношћу и др.